# Йосиф Аксиуполски
Йосиф (на гръцки: Ιωσήφ) е гръцки духовник, епископ на Вселенската патриаршия.

## Биография
Роден е със светското име Лурезос (Λουρέζος) в 1797 година на Сифнос. Замонашен е в Ловеч от епископ Антим Ловечански (1813 – 1827), който също е от Сифнос. В 1826 година е записан в монашеския регистър на манастира „Свети Илия“ на Сифнос. Служи като протосингел на Търновската епархия. През март 1833 година е ръкоположен в катедралата „Свети Апостоли“ в Търново за титулярен епископ на Аксиуполис, викарен епископ на Търновската епархия. Ръкополажането е извършено от митрополит Иларион Търновски в съслужение с епископите Неофит Червенски и Дионисий Ловчански. Умира около 1842 година.